# جزحان (السياني)

تعديل مصدري - تعديل

جزحان هي إحدى قرى عزلة المجزع بمديرية السياني التابعة لمحافظة إب، بلغ تعداد سكانها 160 نسمة حسب تعداد اليمن لعام 2004.